# Girls in Peacetime Want To Dance
Girls in Peacetime Want to Dance es el noveno álbum de estudio de la banda escocesa Belle and Sebastian.

## Producción
Publicado el 19 de enero de 2015 y producido por Ben H. Allen III, el álbum fue grabado en Atlanta (Georgia) en 2014. Se trata de la primera colaboración del productor con la banda, así como la primera vez que un álbum de Belle and Sebastian es distribuido a nivel mundial por Matador Records, la discográfica que hasta el momento se había hecho cargo exclusivamente de los lanzamientos en Estados Unidos. El primer sencillo del álbum fue presentado el 29 de octubre de 2014 a través de la emisora BBC 6 Music.

## Lista de canciones
Todas las canciones escritas y compuestas por Belle & Sebastian. 
| N.º | Título                                                  | Duración |  |
| 1.  | «Nobody's Empire»                                       | 5:08     |  |
| 2.  | «Allie»                                                 | 3:16     |  |
| 3.  | «The Party Line»                                        | 4:14     |  |
| 4.  | «The Power of Three»                                    | 3:57     |  |
| 5.  | «The Cat with the Cream»                                | 5:17     |  |
| 6.  | «Enter Sylvia Plath»                                    | 6:48     |  |
| 7.  | «The Everlasting Muse»                                  | 5:25     |  |
| 8.  | «Perfect Couples»                                       | 5:29     |  |
| 9.  | «Ever Had a Little Faith?»                              | 4:21     |  |
| 10. | «Play for Today» (con la colaboración de Dum Dum Girls) | 7:33     |  |
| 11. | «The Book of You»                                       | 4:23     |  |
| 12. | «Today (This Army's for Peace)»                         | 5:25     |  |